# Головчинці (Чортківський район)
Голо́вчинці — село в Україні, у Товстенській селищній громаді Чортківського району Тернопільської області. Розташоване на річці Тупа, у центрі району. До 2017 центр сільради, якій було підпорядковане село Королівка. При Головчинцях був хутір в урочищі «Козюгура», знищений із приходом радянської влади.
Населення — 625 осіб (2003).

## Історія
Перша писемна згадка — 1486.
1648 — жителі села разом із жителями сусідніх населених пунктів (Товстого, Королівки, Рожанівки) зруйнували замок Даниловича в Червоногороді.
1734 — у Головчинцях відбулося повстання під проводом Андрія Пушка.
1832 — у селі є 592 жителів.
1887 — 552 мешканців греко-католицької віри сповідання, близько 10 осіб — поляки.
Діяли т-ва «Просвіта» (від 1902), «Луг».
Під час німецької окупації в Головчинцях було розстріляно багато євреїв.
12 червня 2020 року, відповідно до розпорядження Кабінету Міністрів України № 724-р «Про визначення адміністративних центрів та затвердження територій територіальних громад Тернопільської області» увійшло до складу Товстенської селищної громади.
19 липня 2020 року, в результаті адміністративно-територіальної реформи та ліквідації Заліщицького району, увійшло до складу новоутвореного Чортківського району.

## Населення

### Мова
Розподіл населення за рідною мовою за даними перепису 2001 року:
| Мова       | Кількість | Відсоток |
| ---------- | --------- | -------- |
| українська | 630       | 99.53%   |
| російська  | 3         | 0.47%    |
| Усього     | 633       | 100%     |

## Пам'ятки
Є церква Успіння Пречистої Діви Марії (1876; мурована), капличка та каплиця «Водохреща» (архітектор Б. Місько).
Споруджено пам'ятник воїнам-односельцям, полеглим у німецько-радянській війні (1966), насипано символічну могилу Борцям за волю України (1992), встановлено пам'ятний
хрест на честь скасування панщини (відновлено 1995).

## Соціальна сфера
Діють ЗОШ 1 ступ., Будинок культури, бібліотека, ФАП, дошкільний заклад, торговельний заклад, ТОВ «Дружба», фермерське господарство «Перспектива».
Є став.

## Відомі люди

### Народилися
- професор, слов'яніст Микола Пушкар.

## Галерея

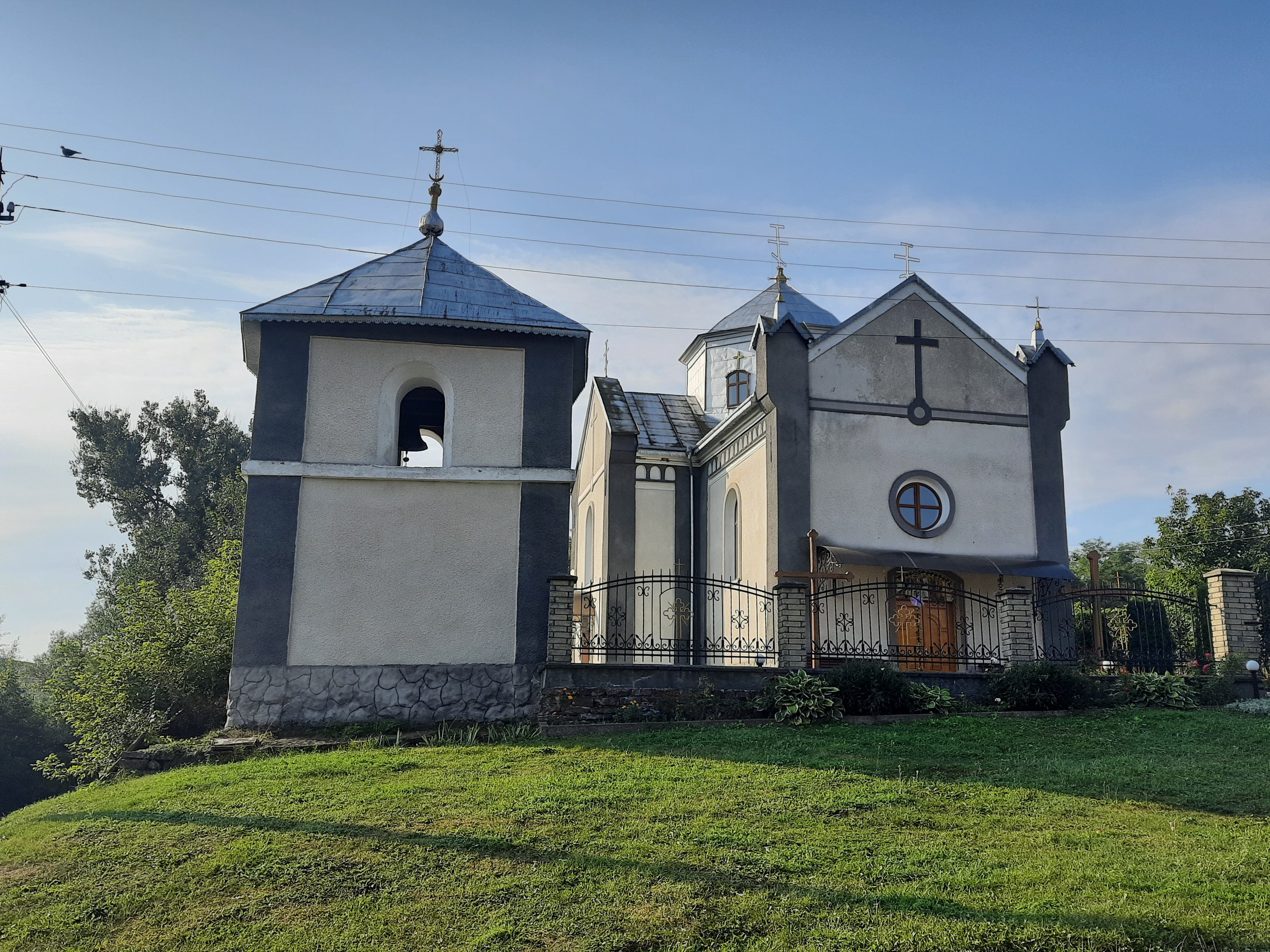
Церква Успіння Пречистої Діви Марії (1876 р.)
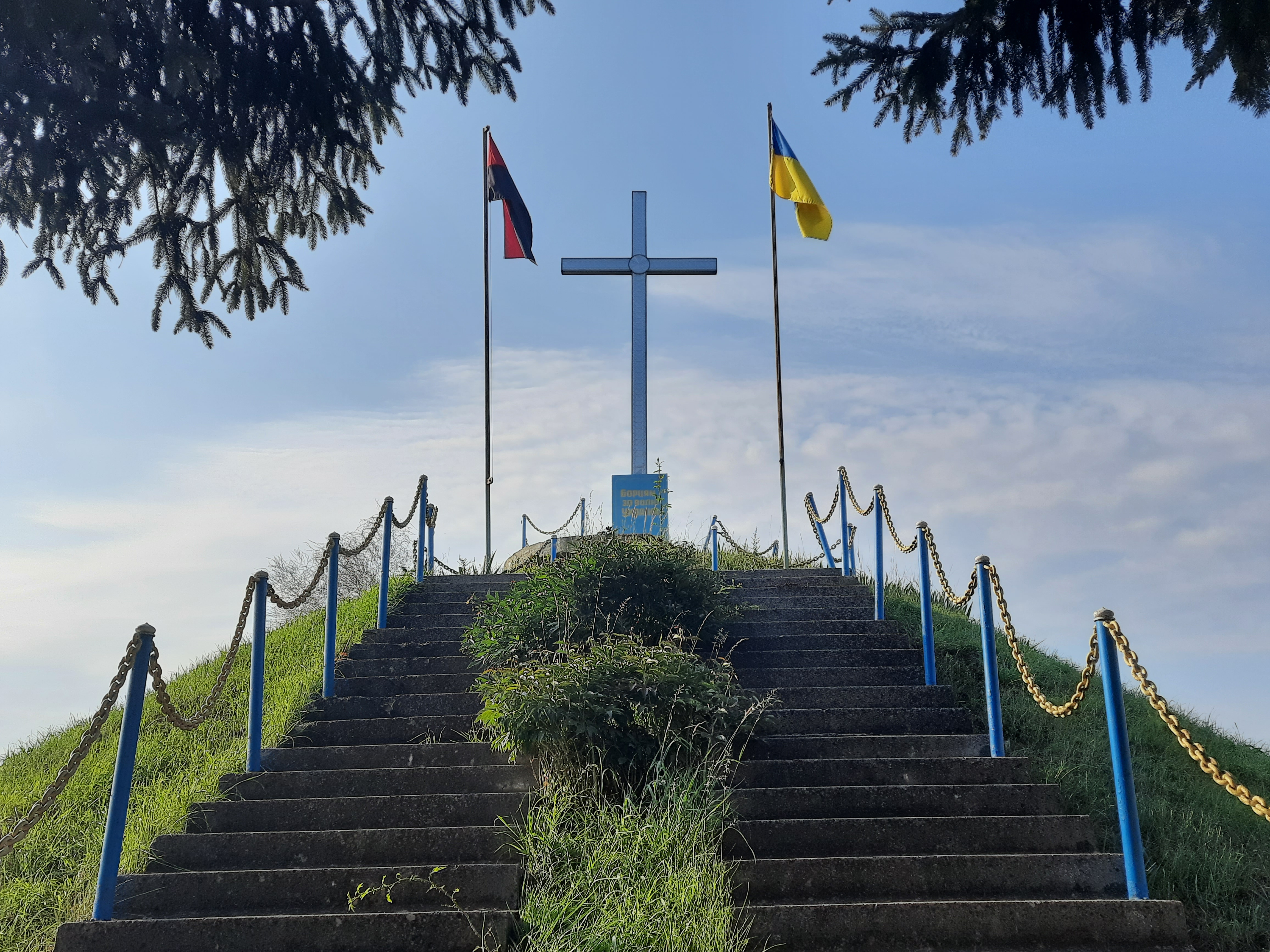
Символічна могила борцям за волю України
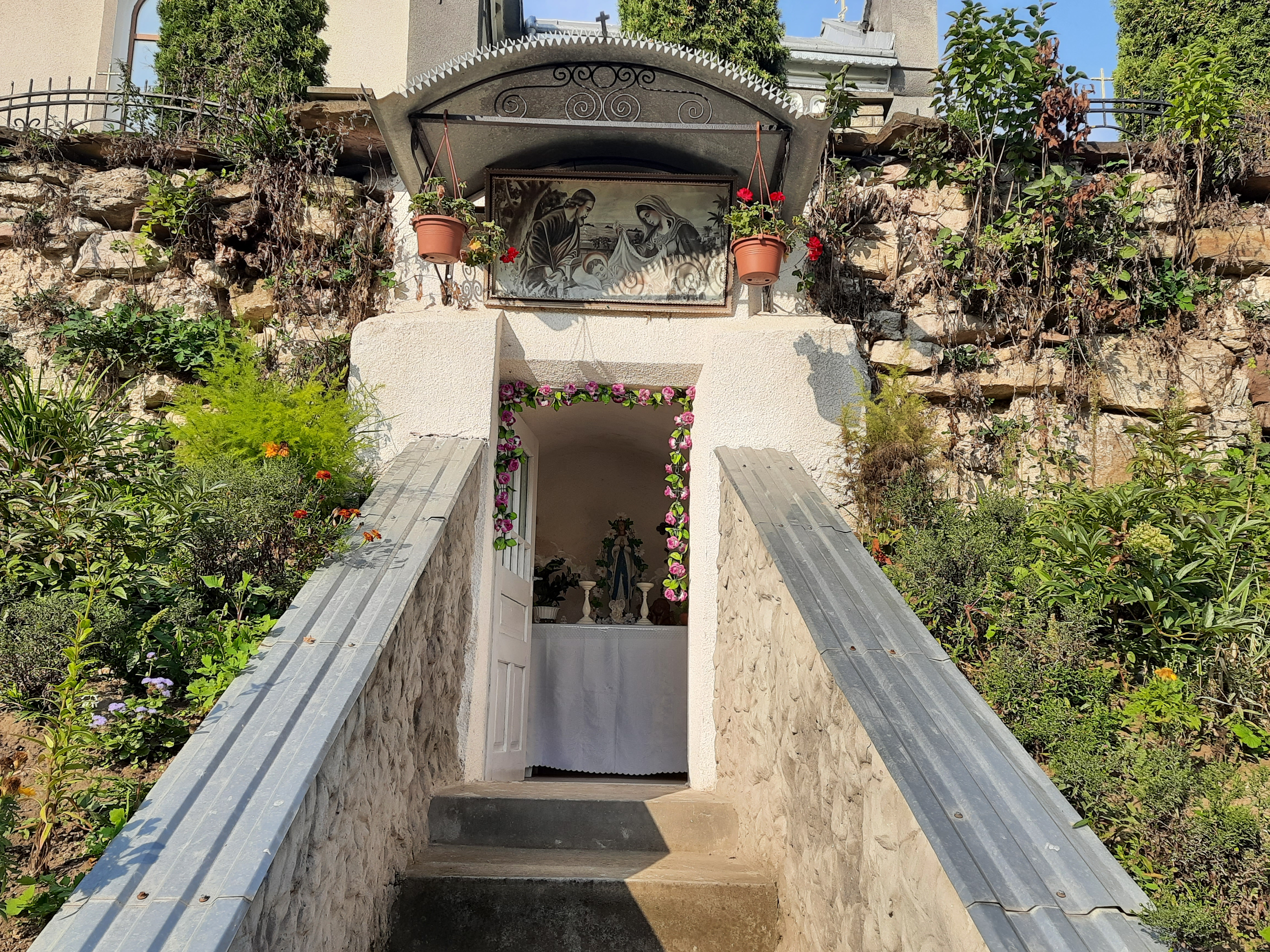
Капличка